# チャクモール

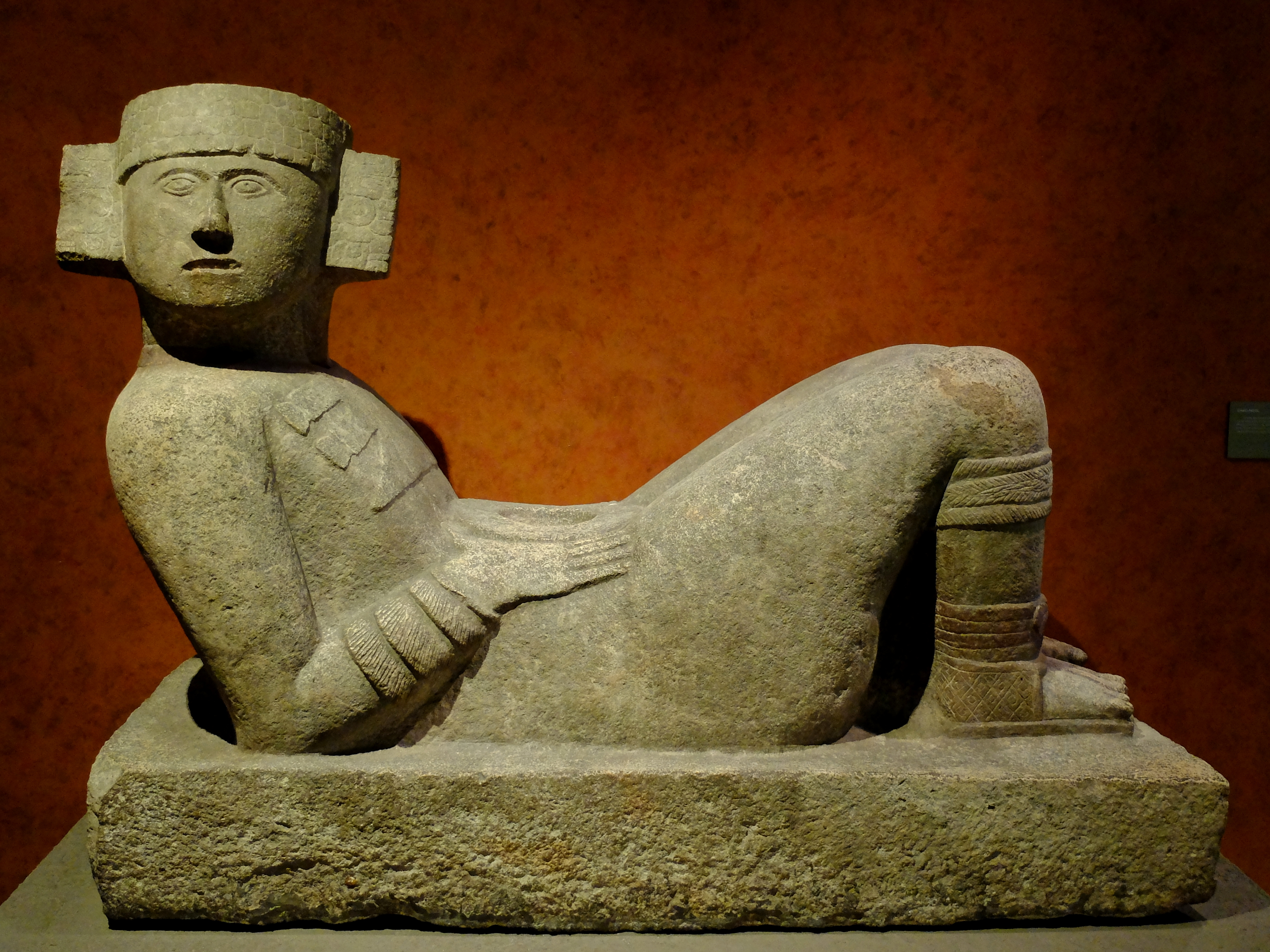
チチェン・イッツァ遺跡のチャクモール像、メキシコ国立人類学博物館所蔵。

チャクモール（Chacmool、Chac-mool、時折チャック・モールとも）とは、古典期終末から後古典期にかけてメソアメリカ全域において見られる、仰向けの状態でひじをつくような姿勢で上半身を起こして、顔を90度横へ向け、両手で腹部の上に皿や鉢のような容器をかかえてひざを折り曲げている人物像のことをいう。チチェン＝イッツアの「戦士の神殿」のもののほか、後述するようにメキシコ北西部からホンジュラス、エルサルバドルまで広い範囲の遺跡で確認されている。
チャクモールは死んだ戦士を象徴し、神へいけにえなどの供物を運ぶ存在と考えられていて、チャクモール像の上で人身御供の儀式がおこなわれたり、チャクモールのもつ皿の上に取り出された心臓が太陽への捧げ物として置かれたといわれる。

## 名称の由来

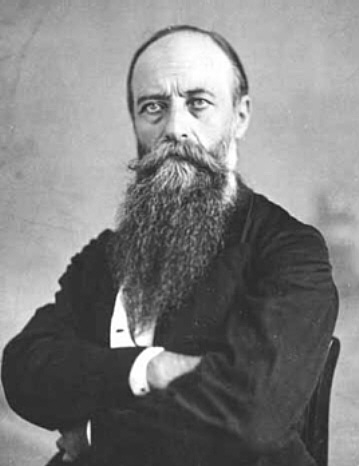
オーガスタス＝ル＝プロンジョンの肖像

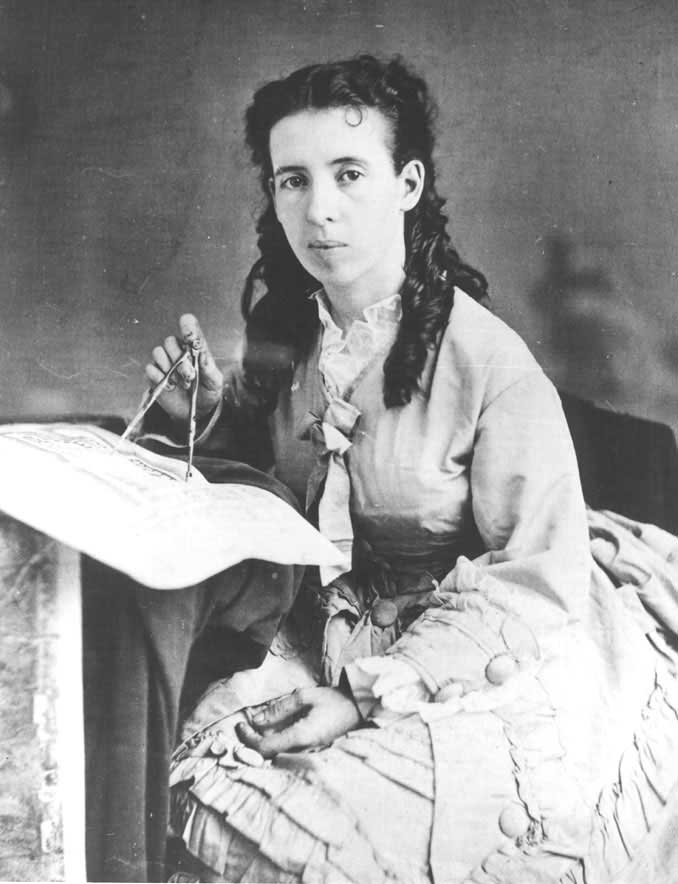
アリス＝ル＝プロンジョンの肖像

チャクモールの名称の由来は、オーガスタス＝ル＝プロンジョン（Augustus Le Plongeon）と妻のアリス＝ル＝プロンジョン（Alice Dixon Le Plongeon）が1875年（明治8年）にチチェン＝イッツアの「ワシとジャガーの神殿」を調査した際に発見した彫像に、ユカテク・マヤ語の「雷のようにすばやい獣の足」を意味するチャークモル（Chaacmol）と名づけて呼んだことに由来する。プロンジョンはチチェン＝イッツアをかつて支配したという強力な戦士である王子にちなんだ名前であると1877年（明治10年）に刊行されたProceedings of the American Antiquarian Societyに所収された論文のなかで述べている。プロンジョンによってチャクモール像が発見されると、ユカタン州の州都であるメリダの町はお祭りさわぎになった。1876年（明治9年）のアメリカ独立100周年記念祭の際には当時のメキシコ大統領の許可をもらって、フィラデルフィアに持ち込まれたという。後にユカテク・マヤ語の古い用法に従って「ジャガー」という意味の「チャクモール」（Chacmool）に書き改められるようになって現在の表記となっている。

## 分布

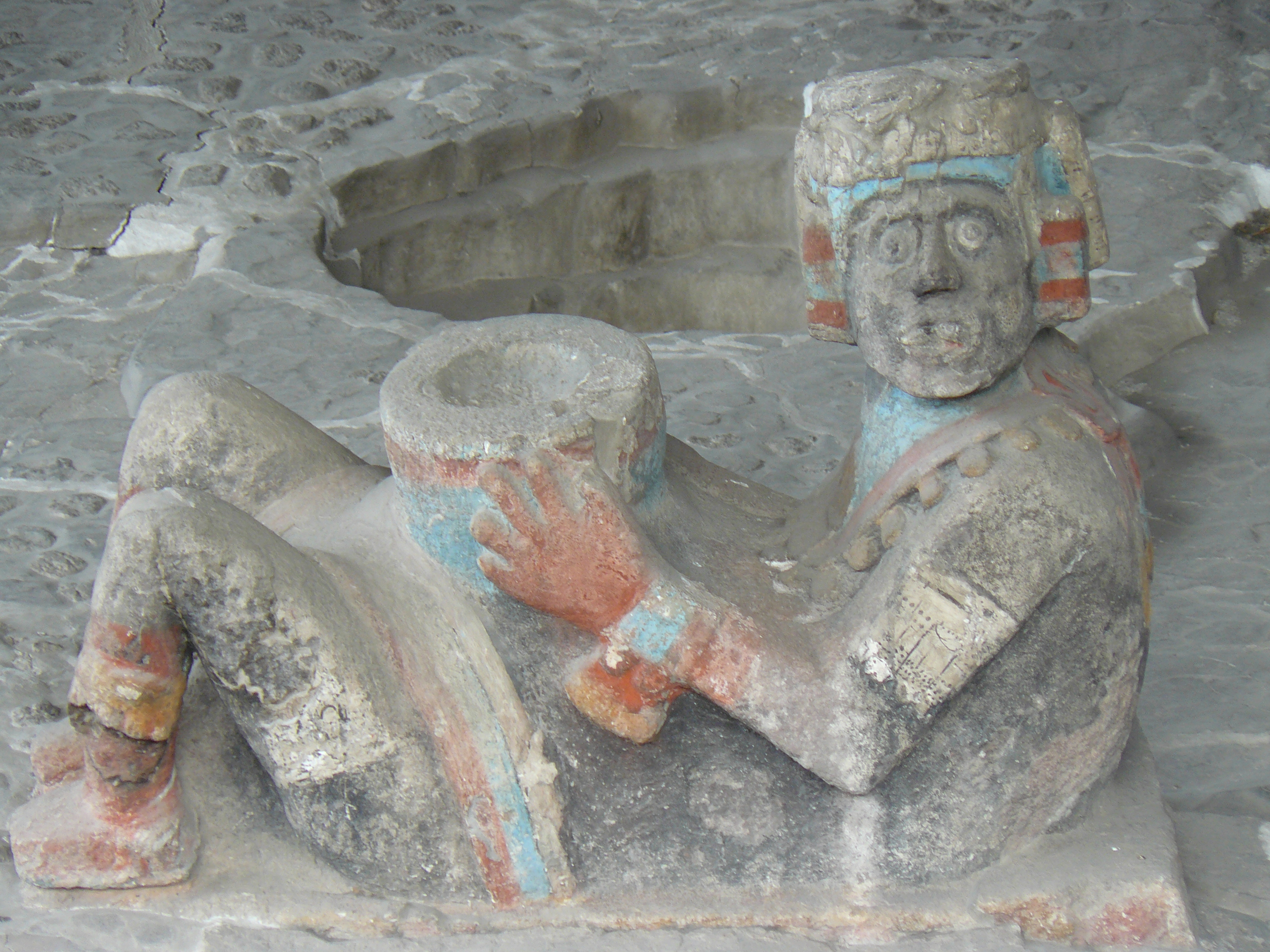
テノチティトラン「大神殿」（Templo Mayor）地区で発見されたチャクモール像

チャクモールはイダルゴ州のトゥーラ＝ヒココティトランのほかにトルテカの多数の遺跡やチチェン＝イッツアなどメキシコ中央高原及びユカタン半島で見られるほか1980年代にメキシコシティのアステカの都テノチティトランの中心部であった「大神殿」（Templo Mayor）地区でも発見された。アステカのチャクモール像は雨神トラロックの姿を模して円筒形の耳飾をつけている。トラロックに捧げられた大神殿の脇部分から出土した。イダルゴ州トゥーラでは、12体、チチェン・イッツアでは、14体、そのうち1体はもともとチチェン・イッツアのものではなくアステカ様式である。そしてメキシコシティの「大神殿」地区では2体出土している。そのほかベラクルス州のセンポアラやタラスカ王国領内であったミチョアカン州、たとえば都ツィンツンツァンの近隣にあるイワツイオ（Ihuatzio）遺跡に3体、 トラスカラ州、グアテマラにあるマヤ遺跡のキリグア、ホンジュラス中央部のレンパ（Lempa）川中流域のシワタン（Cihuatan）などからも発見されている。

## 起源
チャクモールの先駆をなすと思われる彫像は、古典期後期に、メキシコ中央高原の北方、サカテカス州やハリスコ州に興ったチャルチウィテス（Chalchihuites）文化の遺跡に見られる。ハリスコ州のセロ・デル・ウィトル（Cerro del Huitle）やウェフキリャ・エル・アルト（Huejuquilla el Alto）でチャクモールの原型ともいうべき彫像が発見されている。このことからチャクモールはメキシコ中央高原の北方起源であると考えられる。というのは、メキシコ中央高原の重要遺跡と目されるテオティワカンやショチカルコ、カカシュトラにはチャクモールは全く見られず、マヤ地域でもそれは同様だからである。ただボナンパック遺跡の壁画に捕虜として仰向けに横たわった人物が描かれていることから、チャクモールの起源として説明されたことがあったが現在では否定されている。

## 現代文化
カルロス・フエンテスはチャックモールをモチーフにした「チャック・モール」という短編を書いている。